# Phil Anderson
Philip Grant Anderson (kurz: Phil Anderson) (* 12. März 1958 in London, England) ist ein ehemaliger australischer Radrennfahrer, der als erster Nicht-Europäer das Gelbe Trikot des Gesamtführenden der Tour de France für einige Tage trug. 1985 gewann er als der erste Australier die Tour de Suisse. Er war Profi von 1980 bis 1994 und verbuchte über 90 Erfolge.

## Sportliche Karriere
Phil Anderson wuchs in Kew, einem Vorort von Melbourne im australischen Bundesstaat Victoria auf. Nachdem er im Alter von 20 Jahren die Goldmedaille im Straßenrennen der Commonwealth Games 1978 errungen hatte, wechselte er 1980 zu den Profis.
Zuvor war er 1977 nationaler Meister im Straßenrennen der Amateure geworden. Er lebte als Amateur einige Jahre in Frankreich und gewann dort 1979 die Tour de l’Essone.
Nach nur mäßigen Platzierungen im ersten Profijahr machte Anderson in seiner zweiten Saison als Profi mit ersten Erfolgen auf sich aufmerksam. Neben dem Gesamtsieg bei der Tour de l’Aude und einem Etappensieg bei Paris–Nizza nahm Anderson erstmals die Tour de France in Angriff. Zwar gelang ihm kein Etappensieg, dafür übernahm er am 30. Juni 1981, am Ende der 5. Etappe, als erster Nicht-Europäer in der Geschichte der Tour de France das Gelbe Trikot des Gesamtführenden von Gerrie Knetemann. Er musste es jedoch am darauffolgenden Tag an den späteren Gesamtsieger Bernard Hinault abgeben.
Im nächsten Jahr startete er erneut bei der Tour de France. Auf der 2. Etappe von Basel nach Nancy siegte Anderson und übernahm wie im Vorjahr die Führung in der Gesamtwertung. Insgesamt behielt er das Gelbe Trikot für zehn Tage, ehe es ihm Hinault erneut abnahm. Anderson beendete die Rundfahrt als Fünfter im Gesamtklassement und Sieger der Nachwuchswertung.
Mitte der 80er Jahre folgte dann die stärkste Phase in seiner Karriere. 1983 gewann er das Amstel Gold Race, sowie zwei Etappen beim Critérium du Dauphiné Libéré. Im Jahr darauf unter anderem die Meisterschaft von Zürich und Rund um den Henninger-Turm. Er krönte die Saison mit einem guten dritten Platz in der Super-Prestige-Pernod-Wertung. 1985 belegte er in dieser Wertung den zweiten Platz nach Gesamtsiegen bei den Etappenrennen Critérium du Dauphiné Libéré, Tour de Suisse und Mittelmeer-Rundfahrt, den Eintagesrennen Rund um den Henninger-Turm und E3-Preis Flandern, sowie der Wiederholung des fünften Gesamtranges bei der Tour de France. Diese beiden fünften Plätze waren die besten Platzierungen eines australischen Radfahrers bis zum 4. Platz von Cadel Evans im Jahr 2006. 1986 trug sich Anderson dann in die Siegerliste von Paris–Tours ein, im Jahr danach siegte er bei Mailand–Turin, dem ältesten Eintagesrennen der Welt.
Nach dem Tour-de-France-Etappensieg 1982 gewann er 1989 und 1990 Etappen beim Giro d’Italia, wo er 1990 auch die Intergiro-Wertung für sich entscheiden konnte. 1991 konnte er nach neun Jahren wieder eine Etappe bei der Tour de France gewinnen. Zudem siegte er im selben Jahr bei der Tour de Suisse, der Tour of Britain und der Mittelmeer-Rundfahrt.
In den folgenden Jahren kamen Siege beim Grand Prix d’Isbergues und der Tour of Britain hinzu, ehe er 1994 seinen Goldmedaillengewinn bei den Commonwealth Games – diesmal im Mannschaftszeitfahren mit Damian McDonald, Dennis Brett und Henk Vogels – wiederholen konnte und daraufhin seine Karriere beendete. Sein Karriereende wurde durch einen Unfall eingeleitet, als ein betrunkener Autofahrer Anderson und eine andere Fahrer während des Milk Race überfuhr.
Aufgrund seiner australischen Herkunft hatte er im Fahrerfeld den Beinamen „Skippy“ in Anlehnung an Skippy, das Buschkänguruh, einer australischen Fernsehserie, die zwischen 1966 und 1968 ausgestrahlt wurde.
Im Juli 2017 stürzte Anderson während einer Trainingsfahrt in Victoria. Per Hubschrauber wurde er nach Melbourne in ein Krankenhaus gebracht. Dort wurden ein gebrochenes Schlüsselbein und mehrere gebrochene Rippen festgestellt; Anderson selbst hat keine Erinnerung, wie es zu dem Sturz kam.

## Auszeichnungen
Wegen seiner Verdienste für den Radsport und die Gesellschaft in Australien erhielt Anderson im Laufe der Jahre folgende Auszeichnungen:
- 1987 Medal of the Order of Australia (OAM)
- 2000 Australian Sports Medal
- 2001 Centenary Medal

## Palmarès
| 1977 - Gesamtwertung Tour of New Zealand - Australische Meisterschaft Straßenrennen (Mateure) 1978 - Commonwealth Games – Straßenrennen 1981 - Gesamtwertung Tour de l’Aude - eine Etappe Paris–Nizza 1982 - Nachwuchswertung + eine Etappe Tour de France 1983 - Amstel Gold Race - Prolog und eine Etappe Critérium du Dauphiné Libéré - Gesamtwertung und Prolog Tour de l’Aude 1984 - Meisterschaft von Zürich - Rund um den Henninger-Turm - Gesamtwertung Setmana Catalana - eine Etappe Critérium du Dauphiné Libéré - 3. Platz Super Prestige Pernod 1985 - Gesamtwertung und eine Etappe Critérium du Dauphiné Libéré - Gesamtwertung und drei Etappen Tour de Suisse - Gesamtwertung und eine Etappe Mittelmeer-Rundfahrt - Rund um den Henninger-Turm - E3-Preis Flandern - 2. Platz Super Prestige Pernod | 1986 - Paris–Tours - Tour of New York 1987 - Mailand–Turin 1988 - Gesamtwertung Dänemark-Rundfahrt - Gesamtwertung Irland-Rundfahrt 1989 - eine Etappe Giro d’Italia - Gesamtwertung und eine Etappe Tour de Romandie 1990 - Intergiro-Wertung und eine Etappe Giro d’Italia 1991 - eine Etappe Tour de France - Gesamtwertung und zwei Etappen Mittelmeer-Rundfahrt - Gesamtwertung und zwei Etappen Kellogg’s Tour of Britain - Gesamtwertung und eine Etappe Settimana Siciliana - eine Etappe Tour de Suisse 1992 - Grand Prix d’Isbergues - zwei Etappen Tour DuPont - Gesamtwertung und eine Etappe Irland-Rundfahrt 1993 - Gesamtwertung und eine Etappe Kellogg’s Tour of Britain - Gesamtwertung Schweden-Rundfahrt 1994 - Commonwealth Games – Mannschaftszeitfahren |

## Teams
- 1980–1981 Peugeot-Esso-Michelin
- 1982–1983 Peugeot-Shell-Michelin
- 1984–1985 Panasonic-Raleigh
- 1986 Panasonic-Merckx-Agu
- 1987 Panasonic-Isostar
- 1988 TVM-Van Schilt
- 1989 TVM-Ragno
- 1990 TVM
- 1991–1994 Motorola

## Grand-Tour-Platzierungen
| Grand Tour            | 1981 | 1982 | 1983 | 1984 | 1985 | 1986 | 1987 | 1988 | 1989 | 1990 | 1991 | 1992 | 1993 | 1994 |
| --------------------- | ---- | ---- | ---- | ---- | ---- | ---- | ---- | ---- | ---- | ---- | ---- | ---- | ---- | ---- |
| Vuelta a EspañaVuelta | –    | –    | –    | –    | –    | –    | –    | –    | –    | –    | –    | –    | –    | –    |
| Giro d’ItaliaGiro     | –    | –    | –    | –    | –    | –    | 7    | –    | 13   | 33   | 45   | –    | –    | –    |
| Tour de FranceTour    | 10   | 5    | 9    | 10   | 5    | 39   | 27   | –    | 38   | 71   | –    | 81   | 84   | 69   |